# Newsgame
Los newsgames («juegos de noticias») son un género de videojuegos que intentan aplicar principios periodísticos a su juego. Los newsgames forman parte de la familia de los juegos serios y plantean un nuevo género de videojuego que propone un periodismo de corte interactivo. Aunque responden a un concepto teórico débil, se han realizado diferentes aproximaciones a este fenómeno. Por un lado, se ha definido como un nuevo experimento que propone utilizar plataformas lúdicas para la práctica del periodismo. En concreto, este género pretende mostrar aspectos más específicos de la información periodística del día a día y crear una conciencia sobre el tema a los receptores del contenido. Suponen así un nuevo diseño, tanto de videojuego como de periodismo, que ofrece la oportunidad de ver las noticias desde el punto de vista del entretenimiento, de la Web 2.0 y de las nuevas tecnologías. Por ello, también se deben entender los newsgames como un intento de mostrar un punto de vista: el punto de vista informativo.
Este género de juego se basa, por lo general, en conceptos, problemas e historias reales. Los juegos también se muestran como una representación híbrida de la investigación original, ofreciendo a los jugadores una experiencia de ficción basada en las fuentes de la vida real. Pueden ser considerados como videojuegos equivalentes a la caricaturización de la política. Miquel Sicart los describe como los juegos que "utilizan el medio con la intención de participar en el debate público".
El diseñador de juegos uruguayo Gonzalo Frasca, uno de los pioneros en el trabajo y la investigación con newsgames, asocia este género de videojuegos a los dibujos animados y tales caricaturas políticas, buscando transmitir una opinión y hacer que los jugadores analicen un hecho determinado, noticias o eventos, desde una visión dada por la mecánica y los objetivos del juego. Este proceso es llamado por Ian Bogost como retórica procesal.

## Historia
Los medios de comunicación tradicionales como el periodismo impreso, la radio o la televisión han dado paso a un nuevo medio como es Internet que, actualmente, genera más contenidos y, por lo tanto, mayor información. Por ello, la Web 2.0 ha permitido desarrollar nuevos tipos de información como una mayor interactividad (Twitter, Facebook), mayor hipertexto y, también, mayor personalización (Google News). Los lectores ya no quieren leer únicamente la información. Los lectores son parte activa del mundo informativo. Para Monovich, "Los nuevos medios son interactivos. A diferencia de los viejos medios, donde el orden de presentación está fijado, ahora el usuario puede interactuar con un objeto mediático. En ese proceso de interacción, puede elegir qué objetos se muestran y qué rutas seguir, generando así una obra única. En este sentido, el usuario se vuelve coautor de la obra."
Con este propósito nace el concepto de Newsgames, que se da a conocer a partir de la conferencia "Playing the news" que desarrolló la Universidad de Minnesota en 2001. Múltiples desarrolladores, liderados por Nora Paul, se interesaron por el concepto y comenzaron a trabajar en un proyecto con el mismo nombre de la conferencia. Por esta dedicación, la prestigiosa Fundación Knight les concedió una beca en 2007 por un valor de 250.000 dólares para el desarrollo del prototipo de juego periodístico. Esta beca duró cuatro años, los comprendidos entre mayo de 2007 y junio de 2011. Posteriormente, y tras consumirse la cuantía de la Fundación Knight, la investigación teórica continúa en la Universidad de Minnesota a través del seminario "Newsgames Brainstorming".
La práctica, el diseño de newsgames también se inicia en 2001. El diseñador comercial, investigador académico y experiodista del medio norteamericano CNN (en su versión española) Gonzalo Frasca (Montevideo, Uruguay; 1972-) diseñó el videojuego Kabul Kaboom (2001). Este videojuego, que se desarrolla en Afganistán, trata de un ciudadano afgano que debe recoger paquetes de ayuda humanitaria durante los bombardeos llevados a cabo por el ejército estadounidense. Dos años después, Gonzalo Frasca decidió dar vida al videojuego September 12th (2003), donde el jugador actúa como un militar que cuenta con una mira lanzamiles para apuntar a los terroristas que pretenden atentar contra el resto de civiles. El objetivo del juego, tras los ataques sobre las torres gemelas de Nueva York (EE. UU.) el 11 de septiembre de 2001, es el de concienciar a la población acerca de la fatalidad de la violencia y el terrorismo, y la necesidad de acabar con ambas. Al año siguiente, en 2004, de nuevo Gonzalo Frasca crearía el nuevo videojuego/memorial Madrid, en homenaje a los fallecidos por los atentados del 11 de marzo de ese mismo año en las estaciones de Atocha, El Pozo y Santa Eugenia (Madrid).
Estos inicios dieron paso al desarrollo de numerosos videojuegos informativos menos conocidos. Democracy (2005), que mejoró sus prestaciones con Democracy 2 (2007); The Arcade Wire: Bacteria Salad (2006); o Global Conflict: Palestine (2007). Mientras los videojuegos de Democracy y Global Conflict: Palestine fueron desarrollados por la empresa tecnológica Positech Games (en ambos debes pagar para poder jugar), el juego The Arcade Wire: Bacteria Salad se convirtió en el primer persuasive game (juego de persuasión) importante, creado por el profesor Ian Bogost y publicado por Addicting Games y Shockwave.com.
Durante los años 2009 y 2010 se produce una evolución a nivel de conocimiento social de los newsgames gracias, en primer lugar, al videojuego Cutthroat Capitalism (2009), creado por Scott Carney (revista Wired), y en segundo lugar, a la publicación del libro Newsgames: Journalism at Play (2010), escrito por el anteriormente mencionado Ian Bogost y los alumnos Simon Ferrari y Bobby Schweizer.
En 2009, Cutthroat Capitalism demostró una mejora en las prestaciones de los newsgames gracias al enfoque de jugabilidad utilizado y a una mejor calidad audiovisual. Este juego trata de un pirata que debe capturar un barco y negociar un rescate con el país propietario de dicha embarcación, algo que se asemeja con los frecuentes asaltos a embarcaciones en el océano Índico, puesto que el objetivo es, finalmente, sopesar las ventajas e inconvenientes de las acciones futuras y decidir cuál es la mejor opción.
Al año siguiente, en 2010, la publicación del libro Newsgames: Journalism at Play dio mayor visibilidad a este tipo de videojuegos con el fin de mostrar un nuevo tipo de información de actualidad. La repercusión fue tal, que la creación y elaboración de videojuegos de periodismo ha aumentado con respecto a los primeros años. Esto se debe, como se ha destacado, a las diferentes plataformas ofrecidas por el libro para demostrar que la información puede ofrecerse por diferentes vías (juegos de actualidad, infografías, juegos documentales o puzles interactivos).
Entre los años 2010 y 2012, la visibilidad de la que ha gozado el concepto newsgame ha llevado a los autores del libro a crear un blog para seguir la actualidad de este tipo de videojuego. Además, numerosos periodistas de diferentes países (aunque sobre todo norteamericanos) han querido destacar el auge de estos videojuegos, y hasta uno de los periódicos más prestigiosos de EE. UU., The New York Times, ha querido probar fortuna y elaborar sus propios videojuegos de periodismo con la creación de Gaugin your distraction (2009), The Watson Trivia Challenge (2010) o Rock-Paper-Scissors (2012). Pese a ello, la aventura de los newsgames en el diario norteamericano comienza años antes. En concreto en 2007, cuando Ian Bogost llega a un acuerdo con The New York Times para publicar, en la página web del diario, algunos de los persuasive games (Juegos de persuasión) creados por él mismo, como Food import Fally.

## Plataformas
Dentro de los newsgames se pueden observar diferentes plataformas. Dependiendo de ellas los juegos presentan características diferentes. Las más destacadas son:

### Periodismo de inmersión
El periodismo de inmersión es una forma de producción periodística que permite experimentar en primera persona los acontecimientos o situaciones descritas en los informes de prensa y cine documental. Al acceder a una versión virtual de la ubicación en el que se participa como testigo, o al experimentar el punto de vista del personaje, el jugador participa en el mundo digital de imágenes y sonidos, e incluso los sentimientos y emociones que acompañan a la noticia.
El proyecto fue iniciado por la Escuela de Comunicación de la Universidad del Sur de California. La idea fundamental de la inmersión en el periodismo es permitir a los participantes entrar en un escenario de realidad virtual que encarna la historia de las noticias. Al participante se le suele representar en la forma de un avatar digital, una representación digital 3D animado del participante, y ver el mundo desde una perspectiva en primera persona a través de dicho avatar.
Es una nueva forma de utilizar plataformas de juego y entornos virtuales para transmitir noticias, documentales y relatos reales. El material audiovisual del mundo refuerza el concepto de que los participantes están viviendo una historia de no ficción, con vídeos, sonidos o fotografías que actúan sobre la narración.
El periodismo de inmersión se diferencia de los newsgames en que estos abrazan protocolos de juego. En los newsgames, el jugador lleva a cabo una tarea o persigue un objetivo, voluntariamente limitado por reglas acordadas, y debe tomar medidas para avanzar en su posición. El progreso se mide a menudo por indicadores tales como niveles o puntos. Por el contrario, en los videojuegos de periodismo de inmersión no se está jugando a un juego, sino que se vive una experiencia participativa en la que las acciones del jugador repercuten en el desarrollo del juego. Se podría hablar del periodismo de inmersión como una narración puramente periodística donde el usuario es capaz de intervenir en el juego desde diferentes puntos de vista y mostrar las diferentes repercusiones de las acciones tomadas en el juego.
Por ejemplo, Gone Gitmo, una recreación virtual de la prisión de Guantánamo en Second Life, utiliza audio real y fotografías de la prisión para crear una experiencia de inmersión periodismo.

### Eventos de actualidad
Los eventos de actualidad son producciones basadas en informaciones cotidianas, realizadas de manera rápida a través de Flash o tecnologías similares para no perder el ritmo dinámico de la noticia y ser difundidos a un público masivo. Dentro de esta clasificación se encuentran videojuegos como September 12th, Killer Flu (sobre la difusión de la gripe) o Hothead Zidane (sobre el famoso cabezazo propinado por Zidane a Materrazi en el Mundial de 2006)
Son juegos que surgen de la adaptación de los crucigramas y juegos de preguntas en las noticias para el mundo digital, dando lugar a nuevos rompecabezas y los juegos casuales. Los juegos que ofrecen información directa o indirecta sobre cómo ser un buen periodista o de la importancia del periodismo para los ciudadanos y la sociedad.

### Infografías
Las infografías son aquellas representaciones gráficas que permiten al usuario recoger datos de manera ordenada y sencilla. Para entender la relación entre infografía, periodismo y juego, es útil conocer la historia de la evolución y función de la infografía. La función de una buena infografía es dar sentido a los datos que se encuentran en un texto, de forma que se vuelvan claros y precisos para el lector.
La historia de la infografía periodística pone de relieve no solo su entrada y salida en la relación de complejidad con la simplicidad, sino también el cambio de actitud hacia propósito y ejecución. Las infografías comenzaron como una herramienta para economistas, sociólogo y científicos. Ahora los diseñador tratan de utilizar este medio para hacer presentación visual más atractivo y de fácil comprensión para las audiencias populares.
Los newsgames ofrecen un nuevo modelo de la infografía, que podría combinar la sofisticación analítica y principios de la infografía con el contexto emocional. Infografía digital se cruzan con el mundo de los juegos en que podemos jugar con ellos. Los diseñadores Katie Salen y Eric Zummerman definen jugar como "libre capacidad de movimiento sin estructuras rígidas ".
En la impresión, las infografías son estáticas por necesidad. En la infografía digital, por el contrario, se mantiene el cálculo y la manipulación del usuario de la información subyacente. En su forma más simple, una infografía digital posee una capa de información auxiliar visual, de manera que detalles adicionales se revela cuando el usuario mueve el puntero del ratón sobre hacia un objeto en particular. Pero las genuinas infografías digitales hacen que la interacción de una parte de la comprensión: las infografías analógicas se leen, mientras infografías digitales funcionan
De acuerdo con Maish Nichani y Venkat Rajamanickam, la interactividad supone un torrencial de información gratuita frente a los rígidos contenidos del impreso. Ellos consideran que existen cuatro tipos de infografías interactivas: narrativa, instructiva, exploración, y simulación. Las narrativas se utilizan para contar historias sencillas, instructivas proporcionan instrucciones paso a paso para llegar a una única meta, las de exploración permiten al lector a comprender los procesos de construcción de sentido y la simulación permite al lector a comprender los procesos de un sistema.
"Si usted siempre quiso controlar a dónde va su dinero de impuestos, aquí está tu oportunidad de decidir ". En el newsgame infográfico Budget Hero, se desafía a los jugadores para planificar el futuro de la nación, eligiendo las medidas y reformas políticas que reducen o aumentan el gasto público y evitar el exceso de deuda y cumplimiento de las promesas jugador eligió. El pago implica la reasignación de fondos de distintas categorías presupuestarias, cada asignación alterar una proyección veinte años de la situación financiera del país.
Budget Hero ofrece un buen ejemplo de cómo se puede jugar con una infografía. Con su gráfico de barras y línea de tiempo, incorpora un conjunto de datos de profundidad que se puede manipular a tu libre elección. El manejo de pantalla gráfica es dinámico, cambiante en el tiempo real para proporcionar información visual. Uno no puede manipular la pantalla al azar, pero con un objetivo en mente: un presupuesto con la mayor longevidad y mayor compatibilidad con los valores de los jugadores. Es un ejemplo de actividad dirigida: una gráfica que guía al usuario a través de la información de modo que las partes componentes pueden ser sintetizados para la comprensión.

### Eventos documentales
Son juegos que abordan hechos históricos y actuales de manera similar a los documentales y reportajes de investigación. Ofrecen experiencias de los eventos noticiosos que son imposibles de comprender en los medios convencionales, o que recrean espacios, eventos y sistemas del pasado que solo puede entenderse de otra manera, a través de películas de archivo o de la imaginación.
Este tipo de newsgame trata de recrearse en el mundo digital. El usuario puede navegar dentro del documental con diferentes posibilidades de acción. El más polémico JFK Reloaded, donde el usuario se convierte en Harvey Lee Oswald y dispara al presidente Kennedy en Dallas. Son juegos que se disfrutan en compañía y que descubren la realidad social con una mezcla de literatura y periodismo. El periodismo y los juegos de diseño pueden arrancar con un nuevo modelo que formas de videojuego. Dentro de esta categorías de videojuegos se pueden distinguir tres tipos:
- Realidad espacial, donde se recrea un ambiente de eventos navegables. Los juegos documentales permiten a los jugadores experimentar en espacios de conflictos que son difíciles de asimilar en abstracto. Berlin Wall (2009), creando por Garry´s Mood, recrea un tramo del famoso muro que dividía el Este y el Oeste de Berlín, incluyendo las torres de vigilancia, el Checkpoint Charlie y los túneles subterráneos de los refugiados. Los jugadores experimentan lo que era saltar del este al oeste el muro, escapar de los puntos de control, aunque en el juego no existe el riesgo del salto. Berlin Wall muestra la ubicación, pero instruye a los jugadores en los proyectos políticos del antiguo gobierno soviético. Asimismo, se detallan los resultados de la resistencia política (por ejemplo, una pequeña sección de la pintada de la pared), pero no permite al jugador aumentar las maniobras de los guerrilleros y experimentar sus consecuencias. En cambio, es una recreación interactiva 3D que muestra mínimamente un espacio que intenta rememorar lo que habría sido estar en Berlín, una décadas después.
- Realidad operacional, recrea los propios eventos. Al permitir al jugador actuar como una figura específica en un momento histórico concreto, se crea una realidad operativa, a los jugadores se les permite crear eventos específicos, en lugar de basar su exploración digital en el azar. El juego 11/9 Survivors abstrae considerablemente el detalle arquitectónico de la recreación a un espacio cargado de emociones. El juego pone a los jugadores en la piel de una persona atrapada en uno de los pisos del World Trade Center el 11 de septiembre, durante los atentados. Los jugadores deberán encontrar una escalera por la que escapar, estas siempre se encontrar con escombros que las bloquean, o pueden hacer lo que muchos hicieron en sus situación, tirarse por la venta. Dependiendo de la operación que decidan habrá una consecuencia para su personaje.
- Realidad procesal, o interacciones con comportamientos que conducen los sistemas en los que se llevan a cabo eventos particulares. Las reglas y los parámetros de este sistema de juego se pueden utilizar para revelar dramáticamente información, para hacer que los conceptos tangibles, y para producir escenarios alternativos en la actividad de la investigación. Estos juegos ofrecen así una forma atractiva para los temas abordados por el periodismo de investigación, si esos temas se descomprimen en el comportamiento de una simulación. La práctica de investigación de informes es procesal, pero la creación de las investigaciones procesales es a la vez familiar y extraño. Por un lado, todo lo que sucede en una buena fílmica o investigación por escrito también se aplica a un buen ejercicio lúdico: la recopilación de pruebas, la realización de entrevistas, examen de las situaciones desde una perspectiva múltiple y buscar el material de archivo correspondiente. Por otro lado, un juego procedimiento no teje un camino a través de pruebas como una película o un artículo, el jugador establece una conexión de empatía con sus personajes. En cambio, el modelo de videojuego varía en el comportamiento y la dinámica de la situación, el tratamiento de los personajes, escenarios y eventos se vuelven un efecto secundario dentro del contexto global.

## Creadores destacados delnewsgame

### Ian Bogost[19][20]
Profesor de computación interactiva por el Instituto de Georgia Tech, ha ganado varios premios como el IndieCade de 2010 al diseño más vanguardista y al más virtuoso por A slow Year, una colección de cuatro videojuegos sobre la "experiencia de observar las cosas". Considera en su página web que su investigación trata los videojuegos como un “medio expresivo”, siendo su trabajo de referencia con enfoque en juegos políticos y de arte.
También ha sido coautor de varios libros como “Persuasive games: the expressive power of videogames”, “Newsgames: journalism at play” o “How to do things with videogames”. Algunos de sus videojuegos se han exhibido en ferias como la Telfair Museum of Art o en el The Laboral Centro de Arte de Madrid.
En lo profesional ha sido cofundador de su propia empresa: Persuasive Games LLC. Junto al también estadounidense Gerald Lafon. Según informa su página corporativa, esta empresa tiene como objetivo hacer efectiva una comunicación social a través de juegos electrónicos. De esta manera, quieren incitar al usuario a que actúe responsablemente sobre problemas sociales. Persuasive Games LLC ha sido proveedor de instituciones como The New York Times, CNN o Shockwave, el complemento de Adobe para navegadores para la reproducción de contenidos multimedia. No obstante, Persuasive Games LLC no se ha limitado a desarrollar juegos con un objeto filantrópico o una causa social. Según informa Gerald Lafond, la empresa también se ha dedicado a realizar verdaderas campañas de marketing a diversas marcas. Ha desarrollado juegos específicos para Domino's Pizza y también algunos juegos para partidos políticos.

### Simon Ferrari y Bobby Schweizer
Simon Ferrari, estudiante doctorado en el programa de Medios Digitales y coautor del libro “Newsgame. Journalism at Play” junto al profesor Ian Bogost y al otro estudiante, Bobby Schweizer. Además, es el asistente de investigación del proyecto Newsgame desde hace dos años y el editor del blog “Newsgames”.
Actualmente estudia la retórica procesal en relación con la evolución de los videojuegos y la cultura y la retórica del e-sports.
Bobby Schweizer, al igual que Simon Ferrari, es estudiante doctorado en Digital Media y
coautor del libro “Newsgame. Journalism at Play”.
Bobby estudia el espacio y lugar del medio ambiente (expressive environments) para aplicarlo
posteriormente a la investigación y el análisis de los videojuegos, parques temáticos, ferias, exposiciones y ciudades.

#### Gonzalo Frasca
Gonzalo Frasca, diseñador comercial e investigador académico, nacido en Montevideo, Uruguay (1972). Actualmente ocupa un puesto en el Centro de Investigación de Videojuegos de la Universidad de Tecnologías de la Información de Copenhague, Dinamarca. Es el administrador del weblog, ludology.com, una publicación referencial para los investigadores académicos que estudian los videojuegos. Tal website lleva en funcionamientos desde mayo del 2001.
Durante muchos años, Frasca también co-publicó watercoolergames.com con Ian Bogost, un blog sobre newsgames. En la teoría de videojuegos, Frasca pertenece al grupo de los llamados "ludologists", que consideran a los videojuegos simulaciones basadas en reglas. Ellos ven los videojuegos como el primer medio de simulación para las masas, lo que significa un cambio de paradigma en el consumo de medios de comunicación y producción.
Los estudios de juegos de Frasca se desarrollaron a partir de la obra del noruego Espen J. Aarseth. A partir de diciembre de 2004, Frasca ha estudiado los juegos en el Centro de Juegos de Computadora de Investigación de la Universidad IT de Copenhague. Recibió su doctorado en estudios de Videojuegos en agosto de 2007.
Su juego más famoso (September 12th) se produce en respuesta a los ataques del 9/11. Se basa en el argumento político de que una respuesta militar directa solo incrementará la probabilidad de nuevos ataques terroristas contra Occidente. A pesar de ser controversial en su lanzamiento, ahora se reconoce como un temprano y notable ejemplo de una mezcla de política y juegos. En 2009 recibió el Premio a la Trayectoria por la Fundación Knight. A Frasca también se le atribuye haber acuñado el término Newsgame para referirse a un videojuego basado en eventos de interés reales.

### Susana Ruiz
La web “Games for Change” define a la creadora de "Darfur is Dying" como una artista y estudiosa de los medios que trabaja en la intersección de los videojuegos de diseño artístico, documentación y videojuegos civiles.
Conocida por la creación de Darfur is Dying, creado junto con la empresa de diseño Take Action Games y con el que ha ganado numerosos premios, también destaca por la creación de otros videojuegos como Replay: Finding Zoe que creó junto con el Comité de Acción Metropolitano sobre la Violencia contra Mujeres y Niños y con el que también ganó destacados premios. Entre los premios obtenidos destacan el "premio gobernador" en 2006 por la Academia de Televisión, Artes y Ciencias de la ceremonia de los premios Emmy; además, el premio Beacon en 2007; fue exhibido en el Festival de Cine y Video Margaret Mead en 2006 en el Museo Americano de Historia Natural.
Actualmente, Susana Ruiz lleva a cabo su estudio de investigación doctoral en la Universidad del Sur de California.

### Scott Carney
Scott Carney es un periodista de investigación y antropólogo cuyas historias mezcla narrativa de no ficción con la etnografía. Él es un editor colaborador de Wired y su obra también aparece en Mother Jones, The New York Times Magazine, Política Exterior, Playboy, Detalles, Discover, Fuera, y Fast Company. Él aparece regularmente en diversas emisoras de radio y televisión, incluyendo NPR y televisión National Geographic.
En 2010 ganó el Premio Payne a la ética en Periodismo por la historia Meet the Parents. Su primer libro, "El mercado de la Red: Sobre la pista de Corredores de órganos del mundo, los ladrones de hueso, los agricultores de sangre y traficantes de niños" fue publicado por William Morrow en 2011 y ganó el 2012 de Clarion (enlace roto disponible en Internet Archive; véase el historial, la primera versión y la última). para mejor libro de no ficción. Él viajó por primera vez a la India, mientras era un estudiante en la universidad de Kenyon en 1998 y en el transcurso de varios años, dentro y fuera del aula, aprendió el hindi. En 2004, recibió una maestría en antropología por la Universidad de Wisconsin-Madison. En total, ha pasado más de la mitad de una década en el sur de Asia.

## Clasificación videojuegos

### Tabla de videojuegos
| Nombre                                                   | Autor (Año de creación)                         | Breve descripción       |
| -------------------------------------------------------- | ----------------------------------------------- | ----------------------- |
| Kabul Kaboom                                             | Gonzalo Frasca (2001)                           | Arcade                  |
| September 12th (12 de Septiembre)                        | Gonzalo Frasca (2003)                           | Simulación              |
| Madrid                                                   | Gonzalo Frasca (2004)                           | Memorial                |
| Democracy (Democracia)                                   | Positech Games (2005)                           | Estrategia              |
| Darfur is Daying (Darfur está muriendo)                  | Susana Ruiz (2006)                              | Simulación              |
| The Arcade Wire: Bacteria Salad                          | Persuasive Games (2006)                         | Simulación              |
| Democracy 2 (Democracia 2)                               | Positech Games (2007)                           | Estrategia              |
| Global Conflict: Palestine (Conflicto Global: Palestina) | Serious Games Interactive (2007)                | Simulación              |
| Jogo do Máfia (El juego de la Mafia)                     | Giacomo, Kenski, Sirangelo y Versignassi (2009) | Estrategia              |
| Cutthroat Capitalism (Despiadado Capitalismo)            | Scott Carney (2009)                             | Estrategia              |
| Berlin Wall (El muro de Berlín)                          | Garry´s Mood (2009)                             | Simulación              |
| Guaging your distraction (Mide tu distracción)           | The New York Times (2009)                       | Conducción              |
| The Watson Trivia Challenge (El desafío Watson)          | The New York Times (2010)                       | Inteligencia/Habilidad  |
| Root 33 (Los 33, el juego)                               | Felipe León (2010)                              | Simulación/Memorial     |
| Filosofighters (Luchadores filósofos)                    | Raoni Maddalena (2011)                          | Lucha                   |
| Just One More Game (Simplemente un juego más)            | Root of Creations (2012)                        | Entretenimiento         |
| Rock-Paper-Scissors (Piedra-Papel-Tijera)                | The New York Times (2012)                       | Habilidad               |
| 1000 Days of Syria                                       | Mitch Swenson (2014)                            | Ficción interactiva     |
| Pedro Sánchez Simulator 2016                             | Daniel Tordera (2016)                           | Aventura conversacional |

### Videojuegos destacados
September 12th. El diseñador comercial e investigador académico en el Centro de Investigación de Videojuegos de la Universidad de Tecnologías de la Información de Copenhague, Gonzalo Frasca creó, en 2003, el videojuego September 12th, para el que utilizó la plataforma Macromedia Shockwave y a través del cual recrea la guerra en Oriente Medio.
Con unos gráficos muy simples, una ciudad, con características urbanas orientales, con civiles y con terroristas que pasean pacíficamente por las calles. El “jugador” se convierte en un miembro de un ejército occidental, en dicho poblado, con la misión de “luchar contra el terrorismo”, y con un lanzamisiles en su poder, sin peligro alguno de resultar herido. Cuando se efectúa el disparo, no solo mata a los terroristas, sino que también es posible matar a los civiles. Al lanzar las bombas y matar, los demás rodean a los cuerpos caídos y se lamentan. Esto provoca que, a continuación, los civiles se transformen en terroristas. Si sigues bombardeando indiscriminadamente durante unos minutos en el juego, toda la población se convierte al terrorismo. No se trata de un juego meramente lúdico, también es narrativo. Esta era la idea que se quería desarrollar: una conexión entre lo lúdico y lo narrativo, con enseñanza en lo social, humano y cultural.
Frasca y su equipo querían mostrar cómo sería el mundo si los ataques del 11S se contestaban con más violencia. No solo mostrar los “daños colaterales” de la muerte de los civiles en el intento de matar terroristas, sino las consecuencias dentro de la propia población. Un sistema eficaz para llegar al público, consiguiendo que una información dura y difícil de asimilar sea absorbida más fácilmente.
Democracy 2. La versión mejorada de Democracy sale a la luz en 2007 gracias a la empresa Positech Games, que mejora las prestaciones del primer juego.
En esta versión mejorada y ampliada te puedes convertir en presidente (o en primer ministro) de un país cualquiera (tienes hasta diez opciones para elegir) y debes tratar de mejorar la calidad de vida de tu población. Para ello, tienes que actuar como un líder y decidir en materias como el crimen, el desempleo, el terrorismo, el cambio climático, la sanidad, la educación o los derechos civiles de la sociedad.
Desde el punto de vista del jugador, Democracy 2 se presenta como un simulador de política, correcto en el aspecto de la jugabilidad, con bastantes opciones y caminos que tomar para conseguir los objetivos que te propongas. El usuario puede elegir desde el tipo de país que prefiera, escogiendo entre los socialistas, los capitalistas o los que tienen un gran comercio de armas, entre otros. Es, por tanto, un simulador de dirigente político.
Global Conflict: Palestine. Este juego, creado en 2007 por la empresa danesa Serious Games Interactive, aparece tras el auge de los conflictos surgidos en Oriente Medio y, en especial, la difícil relación entre Israel y Palestina. El protagonista del juego es un periodista que se encuentra en el centro del conflicto palestino-israelí y que trata de buscar información de ambos bandos mediante entrevistas a civiles, políticos y soldados para realizar un artículo lo más objetivo posible.
Al año siguiente del nacimiento de este juego nacería Global Conflict: Latin America (2008). En este juego nos situamos en los países de Bolivia, Guatemala y México y el objetivo es prácticamente similar al juego sobre el conflicto palestino-israelí. Aun así, se pretenden conseguir diferentes habilidades a través de la práctica del periodismo, de la práctica de la literatura digital y de la búsqueda de información histórica. El desarrollo en el manejo de las entrevistas (periodísticas) será clave para conseguir el objetivo final: la elaboración de un artículo periodístico.
Cutthroat Capitalism. Juego creado por la revista Wired sobre el negocio de la piratería en Somalia. La revista Wired, crea en 2009 un videojuego llamado Cutthroat Capitalism donde un comandante pirata apuesta $50,000 con líderes tribales locales y otros inversores.
El jugador debe guiar a su tripulación pirata a través de redadas alrededor del Golfo de Adén, atacar y capturar un barco y negociar con éxito un rescate. Así, también debe elegir entre siete clases de buques para poder atacar. Cada barco tiene sus ventajas y desventajas. Durante el ataque, el objetivo es dejar el puerto de Eyl con la tripulación, atacar y capturar un barco a medida que sale del golfo de Adén.
Mientras en la negociación, el propósito es incrementar los beneficios del rescate, con diferentes tácticas, y dar lugar a una rápida resolución. Hay que exigir un rescate. Se puede alimentar, matar, amenazar y golpear a los rehenes. Al hablar con el negociador se puede ser cordial, errático o agresivo con su negociador. Si eres demasiado agresivo, las fuerzas navales pueden llegar. Si eres demasiado suave, su tripulación pirata puede perder la confianza en ti y abandonar el barco. Una vez que hayas llegado a un acuerdo con el negociador, hay distribuir las ganancias con la del golfo de Adén.
Una vez que hayas llegado a un acuerdo con el negociador, hay distribuir las ganancias con la desesperación de su país. Esto se debe a que en el juego, la piratería tiene éxito por cálculos comerciales y cuestiones estructurales del transporte marítimo, al igual que ofrece una gran alternativa para los jóvenes somalíes.
Root 33. El juego tiene como objetivo rendir homenaje a los 33 mineros chilenos que en el año 2010 quedaron encerrados durante 70 días tras un derrumbamiento en el yacimiento de San José.
En el apartado de jugabilidad, Root 33 tan solo consiste en usar el ratón para girar la rueda que sube la cápsula donde rescataron a los mineros, saltando una ventana con el nombre y la información básica de todos y cada uno de los mineros que rescatar.
Fue creado por Felipe León en el año 2010 en memoria del suceso que conmocionó al mundo y atrajo la atención de todos los medios del planeta durante más de dos meses, por lo que no es un videojuego como tal, sino más bien pasa por ser una experiencia interactiva para el usuario en la que puede conocer la historia sobre la que está basado.
Filosofighters. En 2011, Raoni Maddalena crea este juego en el que varios de los filósofos más importantes luchan entre ellos. Así, sus ataques se corresponden a los conceptos e ideas que en su momento introdujeron, lo que lleva al jugador a conocer los conceptos básicos de la filosofía.
La idea del juego es original y, a la vez, muy práctica: combatir con y contra filósofos de todas las épocas de la historia, desde Platón hasta Simone de Beauvoir y Sartre, obteniendo una idea general de su pensamiento mientras. El juego consigue fusionar las técnicas de los clásicos juegos de lucha y su estilo arcade con la filosofía, ya que todos los pensadores poseen dos movimientos característicos relacionados con su obra. La lista de movimientos de los filósofos son los siguientes:
- Platón: “El mundo de las ideas” y “La caverna”.
- San Agustín: “Tolle, lege” y “Distentio animi”.
- Maquiavelo: “De principatibus” y “Cesare Borgia”.
- Descartes: “Ego cogito ergo sum” y “Plano cartesiano”.
- Rousseau: “Hombre natural” y “¡Libertad!”.
- Marx: “La hoz y el martillo” y “Trabajadores del mundo: ¡uníos!”.
- Nietzsche: “¡Dios está muerto!” y “El superhombre”.
- Jean-Paul Sartre y Simone de Beauvoir: “Nobel del 64/La femme” y “El otro”.

En el apartado técnico, el juego posee dos modos, el de lucha individual y el torneo, en el que escogiendo un filósofo, deberás derrotar a los 7 restantes para ganar la competición. Con tres modos de juego, que van de más fácil a mayor complicación, el juego no pasa de ser una curiosa creación para intentar aprender algo de filosofía combatiendo con algunos de los grandes pensadores de la historia.
El newsgame Filosofighters se desarrolló a partir de otro videojuego similar, Faith Fighter (2008), diseñado por el italiano Paolo Pedercini. La diferencia con Filosofighters es que en lugar de que los luchadores sean filósofos son dioses, un juego sobre la intolerancia religiosa. Se cuartó la difusión de este videojuego debido a las manifestaciones en contra de él por parte de varias organizaciones religiosas y la Organización Internacional Islámica (OIC). Ante el ataque contra el videojuego, el diseñador lo eliminó de su página web y en su lugar redactó una carta para sus visitantes y enlazó otros sitios webs que tenía el videojuego en línea.